# Benjamin Totori
Benjamin Totori (Honiara, 20 de fevereiro de 1986) é um futebolista das Ilhas Salomão que atua como atacante. Atualmente joga no Solomon Warriors.

## Carreira
Em sua carreira, iniciada em 2004 no Uncles FC (atual Solomon Warriors), Totori atuou principalmente em equipes da Nova Zelândia e das ligas regionais da Austrália, com destaque para YoungHeart Manawatu, Waitakere United e Wellington Phoenix (clube neozelandês que disputa a A-League). Também defendeu Richmond Athletic, Oakleigh Cannons, Western United e Three Kings, além de ter jogado por Nasinu e Lautoka, ambos de Fiji, e também no Koloale, em seu país natal.
A única experiência fora da Oceania foi em 2008, quando atuou em 3 jogos pelo Portland Timbers. Em 2019, voltou ao Solomon Warriors, vencendo a Telekom S-League de 2019–20.

## Carreira internacional
Tendo estreado pela Seleção Salomonense em agosto de 2007, contra a Samoa Americana, pelas eliminatórias da Copa de 2010, Totori disputou 52 jogos e fez 29 gols, além de ser o atual capitão da equipe. As seleções que mais levaram gols do atacante foram Tuvalu (5 gols), Samoa Americana (4 gols), Nova Zelândia e Guam (3 gols).

## Títulos
Waitakere United
- Liga dos Campeões da OFC: 2 (2007 e 2007–08)
- Campeonato Neozelandês: (2007–08 e 2009–10)

Lautoka
- Campeonato Fijiano: 1 (2018)
- Campeonato Interdistrital: 1 (2018)

Koloale
- Telekom S-League: 2 (2010–11 e 2011–12)

Solomon Warriors
- Telekom S-League: 1 (2019–20)

Seleção Salomonense
- Wantok Cup: 1 (2008)